# ساندي بولسين
ساندي بولسين (بالإنجليزية: Sandy Poulsen)‏ هي متزحلقة أمريكية، ولدت في 24 يوليو 1952 في سان فرانسيسكو في الولايات المتحدة.

## وصلات خارجية
- ساندي بولسين على موقع الاتحاد الدولي للتزلج (التزلج على المنحدرات الثلجية) (الإنجليزية)
- ساندي بولسين على موقع أوليمبيديا (الإنجليزية)